# Z22 Anton Schmitt
Z22 «Антон Шмітт» (нім. Z22 Anton Schmitt) — військовий корабель, ескадрений міноносець типу 1936 Кріґсмаріне за часів Другої світової війни.
Есмінець Z22 «Антон Шмітт» був закладений 3 січня 1938 року на верфі DeSchiMAG у Бремені, 20 вересня 1938 року спущений на воду, а 24 вересня 1939 року введений до складу військово-морських сил Третього Рейху.
Ескадрений міноносець Z22 названий на честь боцманмата Антона Шмітта, який 31 травня 1916 року героїчно загинув на легкому крейсері «Фрауенлоб» в Ютландській битві.

## Історія служби
В ніч на 10/11 січня 1940 року Бонте на чолі групи німецьких есмінців Z14 «Фрідріх Ін», Z21 «Вільгельм Гайдкам», Z16 «Фрідріх Еккольдт», Z22 «Антон Шмітт», Z4 «Ріхард Бітцен» і Z20 «Карл Гальстер» здійснив чергову постановку мінного поля в районі Ньюкасла. На цьому мінному полі затонув лише один риболовецький траулер водотоннажністю 251 тонну.
9 квітня 1940 року за планом операції «Везерюбунг» розпочалося німецьке вторгнення в Норвегію. Для запобігання будь-якої можливості зриву британцями висадки десанту, командування Крігсмаріне заздалегідь відрядило флотські угруповання під командування віцеадмірала Гюнтера Лют'єнса для захисту конвоїв з військами, що висаджувалися у Нарвіку. Німецька ескадра складалася з лінійних кораблів «Шарнгорст» та «Гнейзенау», важкого крейсера «Адмірал Гіппер» та десяти есмінців. При вторгненні сталася битва за Нарвік, під час якої норвезькі панцерники берегової оборони «Ейдсволл» і «Нордж», що спробували чинити опір, загинули.
Невдовзі після світанку 10 квітня Z22 «Антон Шмітт» був пришвартований у гавані Нарвіка, коли з'явилися п'ять есмінців британської 2-ї ескадреної флотилії: «Гарді», «Гавок», «Хантер», «Готспар» і «Хіроу». Z22 «Антон Шмітт» був обстріляний артилерією та уражений торпедою з першого залпу «Хантер» у машинне відділення корабля. Незабаром «Гавок» влучив у німецький корабель ще однією торпедою, яка розламала його навпіл, вбивши або поранивши понад 50 членів екіпажу. Ті, хто вижив, приєдналися до інших вцілілих на березі, утворивши спеціальний морський піхотний підрозділ.